# 朝比奈所左衛門
朝比奈 所左衛門（あさひな しょざえもん、生没年不詳）は、江戸時代前期の砲術家。名は有忠、通称は他に六左衛門。

## 経歴・人物
紀伊国出身の人物。寛文10年（1670年）に長短反求流砲術で陸奥弘前藩に仕え、書院番、目付を務める。評定所で出仕中に遅刻し役を免じられ、その後は岩木山の麓に住んだ。門弟に佐々木専右衛門など。